# Claytonia lanceolata
Claytonia lanceolata ist eine Pflanzenart aus der Gattung der Tellerkräuter (Claytonia) innerhalb der Familie der Quellkrautgewächse (Montiaceae). Sie ist im westlichen Nordamerika südwärts bis nach New Mexico verbreitet und wird dort englisch lanceleaf springbeauty, western springbeauty genannt.

## Beschreibung und Ökologie

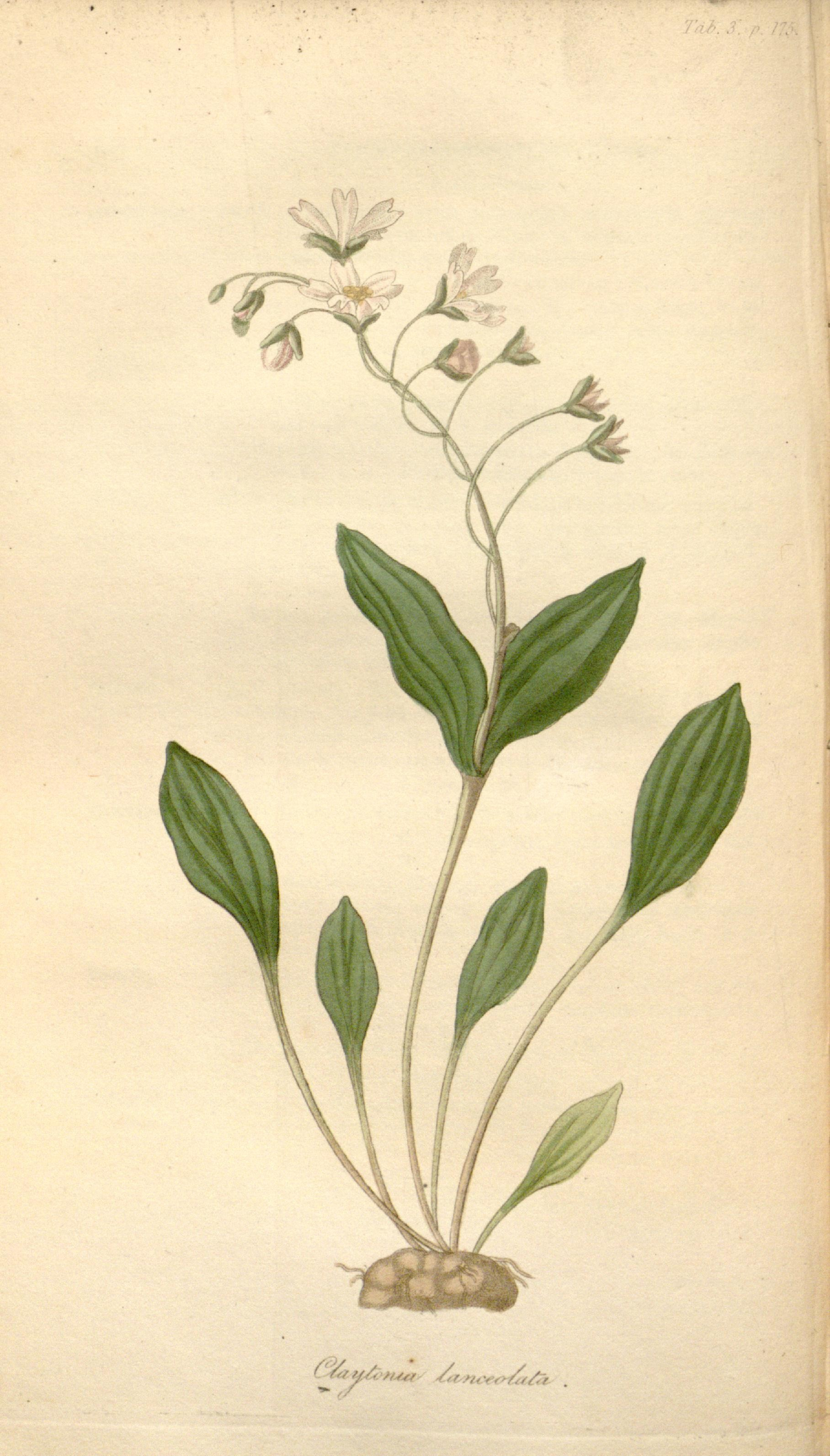
Illustration aus Flora Americae Septentrionalis, Tafel 3, S. 175

### Vegetative Merkmale
Claytonia lanceolata ist eine ausdauernde krautige Pflanze. Als Überdauerungsorgan bildet sie eine 1 bis 3 Zentimeter dicke Knolle. Die aufrechten Stängel sind bei einer Länge von bis zu 15 Zentimetern relativ kurz.
Bei minimalem Wachstum werden nur die ersten beiden rundlichen Blätter ausgebildet, bevor das Pflanzenexemplar blüht und die oberirdischen Teile schließlich absterben. Die dicken Laubblätter sind für eine Wasserspeicherung hilfreich. Wenn sie das Wachstum fortsetzt, werden oben auf der Knolle relativ dicke, lanzettliche Laubblätter gebildet.

### Generative Merkmale
Die drei bis fünfzehn Blüten stehen in einem Blütenstand zusammen.
Die relativ auffälligen, zwittrigen Blüten sind radiärsymmetrisch und fünfzählig mit doppelter Blütenhülle. Die fünf ungleichen, lange haltbaren und grünen Kelchblätter sind laubblattähnlich und 3 bis 7 Millimeter lang. Die fünf 5 bis 12 Millimeter langen Kronblätter sind weiß oder rosafarben, oft an den Adern gestreift und haben nahe ihrer Basis gelbe Flecken.
Die eine relativ kleine Kapselfrucht enthält nur zwei schwarze, glänzende Samen.

## Vorkommen
In ihrem natürlichen Verbreitungsgebiet besiedelt Claytonia lanceolata Berge und deren Ausläufer bis hin zu alpinen Hängen. Sie gedeiht auf felsigen Böden im Gebirgsklima, wo der Schnee niemals schmilzt. In Kalifornien gedeiht sie in Höhenlagen von 1500 bis 2600 Metern.

## Nutzung
Die Okanogan-Colville-, Okanogan- und Thompson-Indianer nutzten die Knollen als Nahrungsquelle und Tierfutter.